# 乐平秋
乐平秋，中国竖琴、箜篌教育家，曾任沈阳音乐学院竖琴箜篌教授、中央音乐学院特聘箜篌教授、世界竖琴协会理事等职。

## 生平
乐平秋毕业于沈阳音乐学院钢琴系，曾随俄国老师阿巴扎修习钢琴，随曹正兼修古筝。1955年，乐平秋作为钢琴专业学生被沈阳音乐学院安排去学习竖琴，最初随哈尔滨交响乐团俄国竖琴演奏家德鲁日尼娜学习。1959年，上海音乐学院请来德国竖琴施瓦尔茨进修。
1984年，乐平秋开始在沈阳音乐学院教授箜篌专业学生。

## 学生荣誉
乐平秋的竖琴学生于丹曾在2001年美国国际竖琴大赛中获得金奖，高晓棠在2014年北京国际竖琴比赛中荣获第一名。竖琴、箜篌专业学生吴琳于2018年获“杰出民乐演奏家”荣誉。

## 著作
1989年，乐平秋编印《中国竖琴作品十二首》。2011年，她编著的《现代箜篌综合教程》出版。